# William Worthington
William Worthington (Troy, Nova Iorque, 9 de abril de 1872 — Beverly Hills, Califórnia, 9 de abril de 1941) foi um ator e diretor norte-americano da era do cinema mudo.